# Милосав Миша Митић
Милосав Миша Митић (Тетово, 1932 — Лондон, 1970) био је српски архитекта и члан групе »Београдских пет« (са архитектама Леонидом Ленарчичем, Иваном Петровићем, Иваном Симовићем и Михаилом Чанком).

## Биографија: лични подаци, школовање и пројектантска пракса
Архитекта Митић рођен је 28. августа 1932. године у Тетову, тада у Краљевини Југославији, данас у Републици Северној Македонији.  
Пореклом је из агрономске породице. 
Детињство и студентске дане провео је насељу Рева, између Београда и Панчева. Године 1951. уписује Архитектонски факултет Универзитета у Београду, где дипломира 1960. године.

## Aрхитектонска остварења
Архитекта Митић је у Београду и Србији остварио следећа ауторска и коауторска архитектонска остварења: 
- Стамбено-пословна зграда у Нушићевој улици бр. 21;
- Надградња стакленог спрата на стамбеној згради у Његошевој улици бр. 19;
- Стамбени блокови »Б-7« и »Б-9« у Блоку 21, на Новом Београду (у коауторству са: Леонидом Ленарчичем, Иваном Петровићем, Иваном Симовићем и Михаилом Чанком);
- Основна школа »Јован Дучић« у Блоку 21, на Новом Београду;
- Предшколске установе »Чуперак« и »Весна« у Блоку 21, на Новом Београду.